# Daniel Sturla
Daniel Fernando Sturla Berhouet, S.D.B. (Montevideo, 4. srpnja 1959.), je urugvajski rimokatolički kardinal i nadbiskup Montevidea.

## Životopis
Daniel Fernando Sturla Berhouet je rođen u urugvajskoj obitelji iz srednje klase. Dok je bio mladić njegovi roditelji su umrli. Njegov najstariji brat, Martín, bio je važan urugvajski političar krajem 20. stoljeća.
Nakon što je postao sveučilišni prvostupnik u građanskom pravu na Institutu Ivana XXIII., završava studij filozofije i obrazovanja na Institutu Michaela Rua, koji vode salezijanci u Montevideu. Ušao je u salezijanski novicijat 1979. godine i napravio svoje prve vjerske zavjete 31. siječnja 1980. godine. Teologiju je studirao na tadašnjem urugvajskom Institutu biskupa Mariana Solera. Dana 21. studenoga 1987. godine zaređuje se za svećenika. Za svoje geslo uzeo je Služiti Gospodinu s radošću (lat. Servite Domino in laetitia). 
Nakon ređenja služio je između ostalog i kao vikara salezijanskog novicijata, učitelj novaka te profesor crkvene povijesti. Godine 2006. postiže licencijat iz teologije na Institutu biskupa Solera. 28. listopada 2008. imenovan je salezijanskim provincijalom za Urugvaj, a ubrzo nakon toga izabran je za predsjednika Konferencije vjerskih redova Urugvaja.
Dana 10. prosinca 2011. godine, papa Benedikt XVI. imenuje ga naslovnim biskupom Felbesa i pomoćnim biskupom Montevidea. Dana 11. veljače 2014. godine, papa Franjo ga je promaknuo u nadbiskupa Montevideo. Dana 9. ožujka 2014. njegovoj inauguracijskoj misi prisustvovali su nadbiskup u miru Nicolás Cotugno i apostolski nuncij Anselmo Guido Pecorari, predsjednik José Mujica, potpredsjednik Danilo Astori, bivši predsjednik Luis Alberto Lacalle, senator Pedro Bordaberry i gradonačelnica Montevidea Ana Olivera.
Sturla je postao kardinal na konzistoriju 14. veljače 2015. godine. Kao kardinalu-svećeniku dodijeljena mu je naslovna crkva Santa Galla. U travnju 2015. kardinal Sturla Berhouet je imenovan članom Kongregacije za ustanove posvećenog života i družbe apostolskog života i članom Papinskog vijeća za promicanje nove evangelizacije. Unutar Biskupske konferencije Urugvaja zadužen je za odjel za misije i laike. Dana 22. kolovoza 2015. papa Franjo ga je imenovao kao svog posebnog izaslanika na petom Nacionalnom euharistijskom kongresu Bolivije, koji je održan u Tariju od 16. do 20. rujna 2015.

## Vanjske poveznice
- Životopis Daniela Sturle, SDB. Montevidejska nadbiskupija. Pristupljeno 16. ožujka 2016. |url-status=dead zahtijeva |archive-url= (pomoć) (šp.)
- Intervju s nadbiskupom Sturlom. El País. Inačica izvorne stranice arhivirana 18. ožujka 2015. Pristupljeno 16. ožujka 2016. (šp.)

| Prethodnik Nicolás Cotugno (1998. – 2014.) | Nadbiskup Montevidea Daniel Sturla (2014. - u službi) | Nasljednik - |